# Холивар. История Рунета
«Холивар. История Рунета» — российский документальный мини-сериал Андрея Лошака, вышедший осенью 2019 года на телеканале «Настоящее время». 7 серий состоят из повествования Лошака на фоне архивных съёмок и фрагментов большого количества взятых создателем интервью у интернет-деятелей и некоторых сторонников государственного регулирования интернета. Сериал доступен для просмотра на YouTube-канале «Настоящего времени».

## Создание
Слово «холивар» — термин сетевого жаргона, транслитерация англоязычного выражения holy war, дословно «священная война». Согласно Викисловарю, термин означает «бесконечные прения непримиримых оппонентов», характерные для множества дискуссионных площадок в интернете.
Сериал создавался для имеющего небольшой охват пражского телеканала «Настоящее время», поэтому Лошак сразу договорился, что все эпизоды будут доступны для зрителей на YouTube. Ряд интервью был записан в Европе, Израиле и США. Из тех, кто отказался давать интервью, автор отмечал Павла Дурова, Аркадия Воложа, Андрея Андреева, Игоря Ашманова и Александра Мамута. Некоторые записанные интервью вообще не были использованы в сериале, например, с создателями «Масяни» Олегом Куваевым и «Лепрозория» Йованом Савовичем, исполнительным директором «Викимедиа РУ» Станиславом Козловским. Часть интервью вышли отдельными видеороликами на YouTube-канале «Настоящего времени»: с Олегом Куваевым, Кристиной Потупчик и группой IC3PEAK, чьё видео превратилось в запись разгона концерта правоохранительными органами. «Настоящее время» организовало на своём сайте для сериала медиапроект со структурой, отличающейся от остальных страниц сайта. Импортированные с YouTube видеоролики эпизодов вмонтированы в стилизованные под устаревший программный интерфейс интерактивные страницы. Вышедшие на телеканале эпизоды были укорочены в сравнении с теми, что выложены на YouTube. Ещё до премьеры Лошак сказал в одном из интервью, что сознательно не стал рассматривать тему Инстаграма, потому что это невыполнимо в рамках поставленных задач.

## Эпизоды
| № | Название эпизода                                        | Даты выхода |
| - | ------------------------------------------------------- | ----------- |
| 1 | Начало: хиппи из Калифорнии, Носик и лихие 90-е         | 5 сентября  |
| 2 | Контркультура: пАдонки, марихуана и Кремль              | 12 сентября |
| 3 | Поисковики: Яндекс vs Рамблер. Как не делать инвестиции | 19 сентября |
| 4 | Mail.ru: игры, соцсети, Дуров                           | 26 сентября |
| 5 | Тролли: ЖЖ, бешеный принтер, Потупчик                   | 3 октября   |
| 6 | Блокировки: Лурк, Lenta.ru, 282-я и китайский путь      | 10 октября  |
| 7 | YouTube: комики, зашквары и Кремниевая долина           | 17 октября  |

## Интервьюируемые
Ниже перечислены лица, у которых Лошак взял интервью для сериала. Архивные и не попавшие в сериал интервью не включены.
- Джоэл Шац, хиппи и IT-предприниматель
- Андрей Колесников, инженер и бывший технический директор «Совам телепорт»
- Алексей Солдатов, учёный и бывший глава ВЦ Курчатовского института
- Леонид Егошин, программист и соавтор ДЕМОС
- Алексей Руднев, программист и соавтор ДЕМОС
- Роман Лейбов, филолог и пионер рунета
- Алексей Андреев, писатель и пионер рунета
- Максим Мошков, программист и создатель Библиотеки Мошкова
- Дмитрий Вернер, профессор астрофизики и создатель сайта anekdot.ru
- Герман Клименко, IT-предприниматель
- Артемий Лебедев, веб-дизайнер
- Дмитрий Ицкович, предприниматель и пионер рунета
- Леонид Делицын, программист и пионер рунета
- Арсен Ревазов, писатель и пионер рунет-рекламы
- Емельян Захаров, предприниматель и сооснователь Cityline
- Георгий Шуппе, предприниматель и бывший президент Cityline
- Егор Лавров, предприниматель и сооснователь сайта fuck.ru
- Сергей Минаев, писатель и пользователь fuck.ru
- Глеб Павловский, журналист и политтехнолог
- Марина Литвинович, политтехнолог и бывшая сотрудница ФЭП
- Галина Тимченко, журналистка и бывший главный редактор Lenta.ru
- Дмитрий Белинский, веб-дизайнер и сооснователь fuck.ru
- Степан Ерёмин, программист и владелец сайта padonki.org
- Сергей Лысаков, глава ВЦ ИБФМ РАН и сооснователь «Рамблер»
- Сергей Васильев, предприниматель и бывший совладелец «Рамблер»
- Юрий Мильнер, IT-предприниматель и бывший совладелец Mail.ru Group
- Елена Колмановская, бывший главный редактор «Яндекса»
- Олег Радзинский, инвестиционный банкир и бывший совладелец «Рамблер»
- Леонид Богуславский, IT-предприниматель
- Михаил Рогальский, создатель auto.ru
- Алексей Кривенков, создатель Mail.ru
- Дмитрий Гришин, IT-предприниматель и председатель совета директоров Mail.ru Group
- Игорь Мацанюк, IT-предприниматель и председатель совета директоров Game Insight
- Сергей Жуков, музыкант группы «Руки Вверх!» и бывший IT-предприниматель
- Альберт Попков, программист и основатель odnoklassniki.ru
- Лев Левиев, инвестор и сооснователь «ВКонтакте»
- Георгий Лобушкин, бывший пресс-секретарь «ВКонтакте»
- Николай Кононов, писатель и автор книги «Код Дурова»
- Брэд Фицпатрик, программист и основатель LiveJournal
- Пётр Шкуматов, координатор движения «Общество синих ведёрок»
- Алексей Навальный, оппозиционный политик и блогер
- Григорий Асмолов, учёный и основатель сайтов по борьбе с природными катастрофами
- Анна Барне, волонтёр
- Кристина Потупчик, медиаменеджер
- Даниил Бейлинсон, сооснователь движения «ОВД-Инфо»
- Ольга Романова, журналистка и основатель движения «Русь сидящая»
- Алексей Полихович, редактор «ОВД-Инфо»
- Константин Малофеев, предприниматель и основатель «Лиги безопасного интернета»
- Артём Козлюк, руководитель проекта «Роскомсвобода»
- Андрей Луговой, депутат Госдумы и соавтор закона о блокировке экстремистских сайтов
- Андрей Клишас, сенатор и соавтор закона о «суверенном интернете»
- Григорий Пащенко, руководитель движения «Кибердружина»
- Сергей Большаков, координатор движения «Кибердружина»
- Виталий Беспалов, журналист и бывший сотрудник «Агентства интернет-исследований»
- Светлана Савчук, активистка и бывший сотрудник «Агентства интернет-исследований»
- Евгений Зубарев, генеральный директор РИА ФАН
- Илья Варламов, блогер
- Лев Гершензон, программист и бывший глава Яндекс.Новости
- Иван Колпаков, журналист и бывший сотрудник Lenta.ru
- Светлана Рейтер, журналистка и бывший сотрудник Lenta.ru
- Александр Плющев, журналист
- Давид Хомак, основатель энциклопедии «Луркоморье»
- Елена Климова, основатель паблика «Дети-404»
- Вадим Тюменцев, блогер и бывший политический заключённый
- Рома Жёлудь, ютубер
- Юрий Дегтярёв, медиаменеджер и основатель «Спасибо, Ева!»
- Илья Прусикин, ютубер и музыкант группы Little Big
- Руслан Усачев, ютубер
- Big Russian Boss, ютубер и музыкант
- Антон Курильчик, продюсер
- Леонид Парфёнов, журналист и ютубер
- Николай Соболев, ютубер
- Николай Костылев, музыкант группы IC3PEAK
- Анастасия Креслина, вокалистка группы IC3PEAK
- Дмитрий Думик, программист и IT-предприниматель
- Андрей Дороничев, директор по продуктам Google

## Реакция
Каждый из эпизодов посмотрели на YouTube сотни тысяч человек. Сообщество «Хабр» предложило серию своих дополнений. Распространёнными претензиями зрителей к автору стали отсутствие упоминания значимых в 1990-е сетевых технологий, в частности, «Фидонета», и культовых сайтов 2000-х. Многие зрители отмечают выраженный политический уклон повествования (что в целом соответствует вещательной политике канала «Настоящее время»). Публицисты рассматривают сериал как историю «превращения рунета от свободного горизонтального инфопространства в вертикализованную структуру, которую государство сегодня пытается использовать для продвижения собственной повестки дня». В декабре 2019 года сериал стал лауреатом премии «Лавровая ветвь» в номинации «Лучший научно-популярный, просветительский фильм».